# Albrecht Neubert
Albrecht Gotthold Neubert (* 3. März 1930 in Hartenstein, Sachsen; † 1. Juni 2017 in Leipzig) war ein deutscher Sprachwissenschaftler und Übersetzungswissenschaftler der Leipziger Übersetzungswissenschaftlichen Schule.

## Leben und Wirken
Albrecht Neubert studierte von 1949 bis 1953 Anglistik, Romanistik und Germanistik an der Martin-Luther-Universität Halle-Wittenberg und der Universität Leipzig. 1955 promovierte er an der Karl-Marx-Universität Leipzig über „Die Entwicklung der ‚Erlebten Rede‘ im bürgerlichen englischen Roman von Jane Austen bis Virginia Woolf“. Die Habilitation folgte 1960 unter dem Titel: „Zur Kritik des semantischen Positivismus in den USA. Unter besonderer Berücksichtigung der ‚Allgemeinen Semantik‘. Ein Beitrag zum Studium der Zusammenhänge zwischen Sprache und Gesellschaft.“ Nach zweijähriger Dozententätigkeit an der Karl-Marx-Universität Leipzig wurde er 1962 zum ordentlichen Professor für Anglistik und Amerikanistik berufen. Von 1962 an leitete er auch das Dolmetscher-Institut der Universität. Mit der Gründung der Sektion Theoretische und Angewandte Sprachwissenschaft, in welche das Dolmetscher-Institut eingegliedert wurde, übernahm Albrecht Neubert dort die Professur für Englisch-Deutsche Übersetzungswissenschaft, die er bis 1995 innehatte. Er trug wesentlich zur Akzeptanz der Translatologie an der Universität Leipzig und auf internationaler Ebene bei. Sein Forschungsinteresse ist zum Teil in der Leipziger Übersetzungswissenschaftlichen Schule verortet, umspannt darüber hinaus aber viele weitere Aspekte der Translation. Neben der eigenen Forschungstätigkeit wirkte Albrecht Neubert unter anderem als Herausgeber der Zeitschrift für Anglistik und Amerikanistik. des International Journal of Translation Studies Target und der Reihe Übersetzungswissenschaftliche Beiträge sowie als Mitherausgeber der Studies on Translation an der Kent State University.

## Mitgliedschaften (Auswahl)
- Mitglied der Sächsischen Akademie der Wissenschaften seit 1972
- Mitglied der Akademie der Wissenschaften der DDR von 1973 bis 1990
- Gründungsmitglied und Senior Fellow des Institute for Applied Linguistics an der Kent State University
- Mitglied der New York Academy of Sciences seit 1992
- Mitglied der Association Internationale de Linguistique Appliquée
- Mitglied der Fédération Internationale des Langues et Littératures Modernes
- Mitglied der Gesellschaft für Angewandte Linguistik
- Mitglied der Deutschen Shakespeare-Gesellschaft

## Forschungsschwerpunkte
- Anglistik
- Translatologie
- Soziolinguistik
- Pragmalinguistik
- Textlinguistik
- Semantik
- Lexikologie
- Lexikografie
- Translationsdidaktik

## Publikationen (Auswahl)
- Die Stilformen der „Erlebten Rede“ im neueren englischen Roman. Niemeyer, Halle 1957 (Diss.)
- Semantischer Positivismus in den USA. Ein kritischer Beitrag zum Studium der Zusammenhänge zwischen Sprache und Gesellschaft. Habilitationsschrift. Niemeyer, Halle 1962.
- mit Barbara Hansen, Klaus Hansen und Manfred Schentke: Englische Lexikologie. Einführung in Wortbildung und lexikalische Semantik. Enzyklopädie, Leipzig 1982, ISBN 3-324-00451-9. (3. Auflage 1990)
- Englische Aussprache. Eine Einführung in die Phonetik des Englischen (mit einer Schallplatte). Enzyklopädie, Leipzig 1964, ISBN 3-324-00269-9. (14. Auflage 1989)
- Text and Translation. (= Übersetzungswissenschaftliche Beiträge. Band 8). Enzyklopädie, Leipzig 1985.
- mit Erika Gröger: Handwörterbuch Englisch – Deutsch. Enzyklopädie, Leipzig 1988, ISBN 3-324-00155-2. (3. Auflage 1991)
- Theoria cum Praxi. Theoretische Einsichten und praktische Ausblicke. (= Schriften des BDÜ. Band 15). BDÜ Weiterbildungs- und Fachverlagsgesellschaft, Berlin 2006, ISBN 3-938430-07-9.
- Aufsätze und Beiträge. Theoretische Einsichten und praktische Ausblicke. (= Schriften des BDÜ. Band 16). BDÜ Weiterbildungs- und Fachverlagsgesellschaft, Berlin 2006, ISBN 3-938430-08-7.
- Das unendliche Geschäft des Übersetzens. Hirzel, Stuttgart/Leipzig 2007, ISBN 978-3-7776-1526-4.

## Herausgeberschaften (Auswahl)
- mit Rudolf Große: Beiträge zur Soziolinguistik. Niemeyer, Halle 1974.
- Zur lexikalischen Semantik des Englischen. (= Linguistische Studien. Band 45). Zentralinstitut für Sprachwissenschaft, Berlin 1978, ISSN 0138-4694
- mit Gert Jäger: Äquivalenz bei der Translation. (= Übersetzungswissenschaftliche Beiträge. Band 5). Enzyklopädie, Leipzig 1982
- mit Gert Jäger: Semantik und Übersetzungswissenschaft. (= Übersetzungswissenschaftliche Beiträge. Band 6). Enzyklopädie, Leipzig 1983.
- mit Gert Jäger: Varianz und Invarianz im semantisch-syntaktischen Bereich. (= Übersetzungswissenschaftliche Beiträge. Band 7). Enzyklopädie, Leipzig 1984.
- mit Gottfried Graustein  und Wolfgang Thiele: Beiträge zur englischen Textlinguistik. (= Linguistische Studien. Band 135). Zentralinstitut für Sprachwissenschaft, Berlin 1985, ISSN 0138-4694
- mit Christina Schäffner: Politischer Wortschatz in textueller Sicht. (= Linguistische Studien. Band 146). Zentralinstitut für Sprachwissenschaft, Berlin 1986, ISSN 0138-4694
- mit Gert Jäger: Bedeutung – Translation. (= Übersetzungswissenschaftliche Beiträge. Band 9). Enzyklopädie, Leipzig 1986.
- mit Rudolf Růžička: Topics on the semantic borderline. (= Linguistische Studien. Band 166). Zentralinstitut für Sprachwissenschaft, Berlin 1987, ISSN 0138-4694
- mit Gert Jäger: Semantik, Kognition und Äquivalenz. (= Übersetzungswissenschaftliche Beiträge. Band 11). Enzyklopädie, Leipzig 1988, ISBN 3-324-00300-8.
- mit Gregory M. Shreve: Translation as Text. (= Translation Studies. Band 1). Kent State University Press, Kent/Ohio/London 1992, ISBN 0-87338-469-5.
- mit Gregory M. Shreve  und Klaus Gommlich: Text and Meaning. (= Kent Forum on Translation Studies. Band 1). Institute for Applied Linguistics, Kent 1993, ISBN 0-9637204-0-6.
- mit Gregory M. Shreve  und Klaus Gommlich: Basic Issues in Translation Studies. (= Kent Forum on Translation Studies. Band 2). Institute for Applied Linguistics, Kent 1996, ISBN 0-9637204-1-4.